# 日本新左翼
日本新左翼（日语：／）是对日本的新左翼政治思想、政治运动、政治势力的称呼，与旧左翼相对。

## 名称
“新左翼”在日本是与日本共产党和日本社会党等“老左翼”相对的用语。媒体的用语，1967年羽田事件时是“反代代木系”，之后是“新左翼”，采用武装斗争等极端路线的部分称为“过激派”。警察白书称为“极左集团”、“极左暴力集团”等。日本共产党称这些团体为“托洛茨基主义者”或“托洛茨基主义暴力集团”，1980年代以后称为“假‘左翼’集团”或假“左翼”暴力集团。

## 概述
1957年，革命的共产主义者同盟（革共同）从日本托洛茨基主义联盟脱离。1963年，革共同分裂为中核派和革马派。
在韩战爆发前，一些学运领导者已认为日本政府已沦为美国“战车”的走卒，并准备与美国在东亚战争，当时的全国性学生组织“全学联”因而确立了“反帝和平斗争”的主轴。1958年至1960年间，美日安保条约引发战后日本社会运动的高峰，当时学生与工人、农人一起发动了“反安保运动”。1960年6月19日，20万人的反安保示威遭警方镇压，日本政府和国会强行通过安保条约，左派运动也暂趋消沉。
1962年，日本政府决定在三里塚修建成田机场，受到当地农民抵制，1966年“全学联”等学生团体也加入进来，这场斗争持续至今，被称为三里冢斗争。
1966年，中苏论战后，日本共产党决定脱离“中国路线”，积极与苏联修好。
1968年1月29日，东京大学医学部学生为反对登记医师制度代替实习制度进入无限期罢课，最终发展为政治斗争，1969年1月18日-19日，机动队强行进入东大安田讲堂，逮捕450名学生（东大安田讲堂事件），被称为东京大学事件。为组织斗争而设立的学生团体被称为“全学共鬥会议”（全共鬥）。
1968年至1970年间的第二次反安保运动带来了新左派的另一高峰。在70年代，日本的新左派进行了反越战、反美军基地与成田机场等抗争，与政府的“机动队”爆发多次冲突，造成许多学生被捕，甚至遭机动队殴打致死。“赤军派”（1969年9月成立于同志社大学）、“ML派”（马克思列宁主义派）等是主张激烈手段的派别。
然而此时新左派内部的分歧也愈演愈烈，派系林立，陷入暴力内斗，因而日益脱离群众与知识界。随著越战告终、中日建交与日本经济的起飞，日本新左派进入了低潮时期。日本民间除原有的“社会主义协会”、“东京唯物研究会”等左翼学术团体坚持活动外，山口勇等左翼人士于1988年成立了“社会主义理论协会”，广松涉与饭田桃等人在90年代又成立了“论坛90”，其下分化为“结构改革派”与“市民派”。
据警方调查，截至2010年，日本新左派（“过激派”）共有约2万名成员。而1969年的峰值为53500人。

## 主要派别

### 革共同系
- 日本托洛茨基主义联盟(1957)-革命的共产主义者同盟(1957-，革共同)-(日本马克思主义学生同盟(马学同))
  - 革命的共产主义者同盟全国委员会(中核派，1962-，2007-中核派(中央派·前进派·安田派))
    - 革命的共产主义者同盟再建协议会(中核派(关西派、革共同通信派、盐川派)，2007-)

  - 日本革命的共产主义者同盟革命的马克思主义派(革马派，1962-)
    - 日本革命的共产主义者同盟革命的马克思主义派（探究派）（革马派（探究派），2019-）

  - 日本革命的共产主义者同盟（第四国际日本支部）(第四国际联合书记处派)
    - 第四国际日本支部(布尔什维克列宁主义派)(1967-)
    - 日本革命的共产主义者同盟(1991-)
    - 国际主义劳动者全国协议会(劳动者之力，1991-)
    - 政治组·马恩列托

### 共产同系
- 共產主義者同盟(共产同，1958-1960，1966-1970)
  - 共产主义者同盟马克思列宁主义派(马列派，1960-)-马克思主义青年同盟(1973 -)
  - 共产主义者同盟(马克思主义战线)(1964-1968)
    - 共产主义者同盟前卫派(1968-1973)共产主义者党(1973 -)
    - 劳动者共产主义委员会(怒涛派)(1968-)

  - 共产主义者同盟赤军派(赤军派，1969-)(Yodo集团)
    - 联合赤军(赤军派和日本共产党(革命左派)神奈川县委员会合流，1971-1972)
    - 日本赤軍(1971-2001)
      - 运动联合会(2001-)

  - 共产主义者同盟叛旗派(叛旗派1971-1977)
  - 共产主义者同盟(战旗派)-战旗·共产主义者同盟(荒派·日向派)-ブント(1997-2001)（2008-)
    - 共产主义者同盟战旗派(战旗派/所谓“西田战旗派”，1973-)

  - 共产主义者同盟起义派(铁的战线)(1970 -)
  - 共产主义者同盟(全国委员会)(火蜂派，1970年代-)
    - 共产主义者同盟（统一委员会）(战旗派和火蜂派组成，2004-)

  - 共产主义者同盟(赫旗派)(赫旗派1981-)-勞動者共產黨(1999-)
  - 社会主义劳动者党(1984-)-马克思主义同志会(2002-2017)-争取劳动解放劳动者党(2017-)

### 社青同（革劳协）系
- 日本社会主义青年同盟(社青同，1960 -)
  - 日本社会主义青年同盟解放派(解放派，1960年代初期)-(革命的劳动者协会（革劳协）)
    - 争取革命的劳动者党建设解放派全国协议会(解放派全协、劳对派、泷口派，1981-)
    - 革命的劳动者协会（社会党社青同解放派）(主流派、狭间派、现代社)
      - 革命的劳动者协会（解放派）(木元派、山茂派、赤寨派1999-)

### 蘇聯系、构造改革派系
- 统一共产同盟(1961 -)
- 社会主义革新运动(1961)
  - 统一社会主义同盟(1962 -)
    - 日本共产主义革命党(1970 -)
    - 前“社会主义同盟”(1987)

  - 社会主义劳动者同盟(1962)
  - 共产主义劳动者党(共劳党1966-1971)
- 日本共产党(声日本)(1964-)
- 民主主义的社会主义运动(2000-)

### 中国派
- 毛泽东思想研究会
- 日本共产党（左派）（日共左派）
  - 日共革命左派（1969-）
    - 日共革命左派九州党（1970-）
    - 日本劳动党(1974-)
- 日本共產黨（馬列）（日共ML派）
- 日本共产党（行动派）（日本人民阵线）
- 绿党（三桥派）
- 市民的党（旧“MPD·和平和民主运动”）
- 勞動者共產黨

### 无政府主义系
- 无政府主义者革命连合
- 无政府主义者社会革命战线
  - 无政府共产主义者同盟
- 东亚反日武装战线

## 延伸阅读
- 高沢皓司・高木正幸・倉田計成 『新左翼二十年史-叛乱の軌跡』 新泉社、1981年8月
- 高木正幸 『新左翼三十年史-年表・系図・索引付』 土曜美術社、1988年11月
- 立花隆 『中核VS革マル（上・下）』 講談社〈講談社文庫〉、1983年
- 警察庁 「平成17年の警備情勢を顧みて―回顧と展望- （页面存档备份，存于）」『焦点』272号、2006年
- 警察庁 「平成16年の警備情勢を顧みて―回顧と展望- （页面存档备份，存于）」『焦点』270号、2005年
- 警察庁 「警備警察50年-警備警察50年 ～現行警察法施行50周年記念特集号～ （页面存档备份，存于）」『焦点』269号、2004年
- 警察庁　『昭和63年警察白書―「テロ、ゲリラ」の根絶を目指して （页面存档备份，存于）』 1988年